# Palais Normann
Pour les articles homonymes, voir Normann.
Le palais Normann (en croate : Palača Normann) ou palais du Gouvernement du Comté (en croate : Palača Županijskog poglavarstva) est un bâtiment du gouvernement du comté d'Osijek-Baranja situé à Osijek, en Croatie.

## Histoire
Il a été conçu par Josip Vancaš et construit de 1891 à 1894 en style néo-Renaissance. Il est situé sur l'avenue de l'Europe, une des plus célèbres et des plus représentatives de la ville. 